# قطعنامه ۶۰۵ شورای امنیت سازمان ملل متحد
قطعنامه  ۶۰۵ شورای امنیت سازمان ملل متحد (به انگلیسی: United Nations Security Council resolution 605) که در تاریخ ۲۲ دسامبر ۱۹۸۷ تصویب شد. شورای امنیت، اسرائیل را برای نقض حقوق بشر مردم فلسطین و به ویژه گشودن آتش و کشتن دانش‌آموزان در چند هفته اولِ اولین انتفاضه محکوم کرد این قطعنامه طی نشست ۲۷۷۷ام با ۱۴ رای موافق، ۰ مخالف و ۱ ممتنع تصویب شد.